# Stefania Kossowska
Stefania Kossowska, z domu Szurlej (ur. 23 września 1909 we Lwowie, zm. 15 września 2003 w Londynie) – polska publicystka, pisarka.

## Życiorys
Jej ojcem był znany adwokat Stanisław Szurlej, m.in. obrońca w procesie brzeskim. Jej matka Jadwiga Ciepielowska pochodziła z mieszanej polsko-żydowskiej rodziny. Przed drugą wojną światową zaczęła pracę jako dziennikarka, pisząc w czasopiśmie kobiecym „Bluszcz”, a potem m.in. dla „Wieczoru Warszawskiego”, „ABC” i „Prosto z mostu”. Przed wojną wyjechała na krótko do Rzymu jako korespondentka prasowa, na Sycylii poznała Adama Kossowskiego, z którym wzięła ślub jesienią 1938. Od 1940 na emigracji w Londynie. Współpracowała z wieloma czasopismami emigracyjnymi, np. „Wiadomościami Polskimi, Politycznymi i Literackimi”, „Biuletynem Światpolu”, „Polską Walczącą”, „Dziennikiem Polskim”, „Tygodnikiem Polskim” (rubryka „Ważne i nieważne”); także z Sekcją Polską Radia BBC. W latach 1953–1981 Kossowska była związana z emigracyjnym tygodnikiem „Wiadomości”, m.in. prowadząc rubrykę „W Londynie” podpisywaną pseudonimem Big Ben. W 1973 została redaktorką naczelną gazety. W latach 1954–1993 współpracowała z Radiem Wolna Europa. Podpisała list pisarzy polskich na Obczyźnie, solidaryzujących się z sygnatariuszami protestu przeciwko zmianom w Konstytucji Polskiej Rzeczypospolitej Ludowej (List 59). W latach 1986–1992 należała do Związku Pisarzy Polskich na Obczyźnie, w latach 80. XX w. pełniła też funkcję doradcy literackiego Polskiej Fundacji Kulturalnej w Londynie. W 1994 r. przekazała Archiwum „Wiadomości” do Biblioteki Uniwersyteckiej w Toruniu. Została pochowana obok męża na cmentarzu opactwa karmelitów w Aylesford.